# Kobe Bryant
Kobe Bean Bryant, ameriški košarkar, * 23. avgust 1978, Filadelfija, Pensilvanija, Združene države Amerike, † 26. januar 2020, Calabasas, Kalifornija.
Bil je košarkarski zvezdnik na poziciji branilca v ameriški košarkarski ligi NBA, celotno kariero je igral za moštvo Los Angeles Lakers, (edini košarkar poleg Dirka Nowitzkega, ki je igral celotno kariero za en sam klub) s katerim je petkrat postal prvak lige NBA. Z ameriško reprezentanco je dvakrat postal olimpijski prvak. Njegov oče Joe »Jellybean« Bryant je igral za Philadelphia 76erse. Čeprav so ga nekateri kritizirali, češ da je na igrišču prevelik egoist, mu je kombinacija talenta, spretnosti, predanosti igri in trdega dela pomagala dobiti status najboljšega igralca v ligi NBA in enega najboljših igralcev vseh časov.

## Zgodnje življenje
Kobe Bryant je bil rojen v Philadelphiji, kot edini sin Joea in Pam Bryant. Ko je bil star 6 let, se je skupaj s starši in dvema sestrama preselil v Italijo, kjer je njegov oče začel igrati profesionalno košarko. Postopoma se je privadil na življenje v Evropi in se naučil govoriti italijansko. Leta 1994 so se Bryantovi vrnili v Ameriko. Po spektakularni karieri v srednji šoli v predmestju Filadelfije, v Lower Merion High School, se je Kobe izkazal za mladeniča z obilo talenta. Pri 17 letih je postal prvi branilec, ki je prišel v NBA neposredno iz srednje šole, brez da bi obiskoval univerzo.
Leta 1996 je bil kot 13. na naboru izbran v Charlotte Hornets, vendar so ga že 11. julija prodali Los Angeles Lakersom v zameno za center Vladeta Divca. Kobejev talent je med treningi pri soigralcih navkljub njegovi mladosti pustil izreden vtis. Kljub temu pa je Bryant pogosto imel težave z odnosi s soigralci izven igrišč, zato si je na začetku težko pridobil prijatelje.

## NBA kariera
Še pred naborom leta 1996, ko so ga izbrali Hornetsi, je njegov talent takoj opazil Jerry West. Potem ko je k Lakersom privabil Shaquilla O'Neala je nalogo pripeljati ekipo nazaj k naslovu prvaka nameraval uresničiti z menjavo Divca za 18-letnega Bryanta. 
Prvi dve sezoni je kot igralec, ki se šele razvija, pod trenerjem Delom Harrisom prebil večinoma na klopi, kot zamenjava za branilca Eddiea Jonesa in Nicka Van Exela. To pa se je spremenilo s prihodom Phila Jacksona na trenerski stolček. Po letih nenehnega napredovanja je Bryant postal eden najboljših branilcev v ligi, kar so potrdili njegovi izbori v All-NBA, All-Star in All-Defensive ekipe.
Bryantova podoba in dosežki na košarkarskem igrišču in izven njega sta ga naredila za enega najpopularnejših in prepoznavnih igralcev. Bil je predstavnik velikih podjetij, kot sta Coca Cola in McDonald's, dolgo časa je imel ekskluzivno pogodbo z Adidasom, kasneje pa je podpisal pogodbo z Nikeom, vredno 25 milijonov USD.
Največ zaslug za hiter vzpon od obetavnega igralca do zvezde gre njegovi popolni predanosti delu. Še vsako leto je napredoval v vseh elementih igre, tako v obrambi kot napadu. Na igrišču se je izkazal za zelo mirnega in hkrati tekmovalnega z obilico koncentracije, ki mu omogoča, da zadeva tudi nemogoče mete, kadar je najbolj potrebno. Vse te lastnosti so ga pripeljale do nivoja najboljših igralcev v NBA.
14. aprila 2016 je odigral svojo zadnjo tekmo v karieri v zadnjem krogu rednega dela sezone NBA proti klubu Utah Jazz, dosegel je 60 točk. Upokojil se je po dvajsetih sezonah v ligi NBA kot tretji najboljši strelec v zgodovini lige, ki jo je s klubom osvojil petkrat. Skupno je odigral 1.346 tekem in dosegel 33.643 točk. Osemnajstkrat je bil izbran na Tekmo vseh zvezd.

## Javna podoba
Bryanta so vedno kritizirali zaradi njegove igre. Pogosto so ga označevali za egoističnega in sebičnega igralca, ki igra le za svojo statistiko na račun svoje ekipe. Kakorkoli, stvar ki je obdržala njegov ugled kljub takim kritikam, je bila, da je vedno veljal za igralca, ki se lepo obnaša. Javnost se je navadila na igralce, o katerih so krožile govorice o divjem življenju, Bryant pa je veljal za človeka, ki se temu ogiba.

## Zasebno življenje
Kobe je 26. januarja 2020 skupaj s svojo hčerko in še 9 ljudmi umrl v helikopterski nesreči.

## Smrt
Umrl je 26. januarja 2020 v kraju Calabasas, Kalifornija zaradi strmoglavljenja helikopterja.